# Austrocenangium
Austrocenangium — рід грибів родини Helotiaceae. Назва вперше опублікована 1997 року.

## Класифікація
До роду Austrocenangium відносять 2 види:
- Austrocenangium australe
- Austrocenangium nanum